# Guitarra sajona
La guitarra sajona es un tipo de guitarra acústica que, a diferencia de la guitarra clásica, este tiene sus cuerdas de metal; mientras que la otra las tiene  construidas de tripa o nailon. Los modelos más habituales son: 
- de 6 cuerdas;
- de 12 cuerdas, constituidas por 6 órdenes de 2 cuerdas cada uno; normalmente, las dos cuerdas de un mismo orden pueden ir afinadas al unísono o a octava.

El adjetivo "acústica" es tomado directamente del inglés "acoustic guitar", por el uso que hacen de él los anglófonos para distinguir la guitarra de caja sin electrificación de la guitarra eléctrica. Realmente, todas las guitarras que no son eléctricas, como la guitarra española, son acústicas, al contar con una caja de resonancia y sonar por sí mismas sin necesidad de utilizar un sistema de amplificación externo. No obstante, el castellano parece reservar el adjetivo "acústica", tratándose de guitarras, únicamente para aquellas que, sin ser eléctricas, tienen las cuerdas de metal. En castellano, la denominación inventada recientemente para este instrumento es "guitarra sajona", aunque dicho término sólo se utiliza raras veces.
Este tipo de guitarra deriva principalmente de los diseños de C.F. Martin y Orville Gibson, luthieres estadounidenses que desarrollaron su actividad principalmente a finales del siglo XIX. Por eso, los estadounidenses distinguen entre las guitarras acústicas, las guitarras de cuerdas de metal (también conocidas por "western guitars" o "steel guitars") y las guitarras de cuerdas de nailon, que serían las guitarras clásicas.
La guitarra sajona posee una caja de resonancia más grande que la clásica, un mástil más fino y con catorce trastes fuera del cuerpo frente a los doce de la clásica, cuerdas de metal (o níquel) y un sonido más potente. Suele emplearse para el pop, el country, el folk, el rock y todas sus vertientes. Las cuerdas metálicas, comúnmente de níquel o acero, proporcionan a esta guitarra una mayor resonancia y un timbre más agudo que los de una guitarra española.
Existen también las guitarras electroacústicas, que mantienen su caja armónica pero que incluyen un micrófono en el interior que hace posible la amplificación de esta guitarra durante conciertos o grabaciones.
Los procedimientos de formación del sonido más habituales son:
- Con púa
- Con los dedos de la mano en lugar de la púa.
- Una mezcla de los dos anteriores
- Con una púa de pulgar y los demás dedos libres